# Louisiana Pacific
Die Louisiana-Pacific Corporation (LP) ist ein Hersteller von Baumaterialien aus den Vereinigten Staaten. Das Unternehmen ist im S&P 500 gelistet. Das Unternehmen wurde 1973 in Nashville, Tennessee, gegründet.
Von 1973 bis 2004 war der Hauptsitz des Unternehmens in Portland, Oregon. 2004 wurde der Hauptsitz nach Nashville, Tennessee, verlagert. Das Unternehmen hatte von 2006 bis 2015 die Namensrechte am LP Field, dem Stadium der Tennessee Titans und des Footballvereins der Tennessee State University in Nashville. Zu den Produkten gehören Grobspanplatten, Holzdecken, Holzverkleidungen und ähnliche Produktsegmente.

## Geschichte
LP wurde 1973 als Folge einer Gerichtsentscheidung gegründet, wonach das Monopol des Unternehmens Georgia-Pacific aufgebrochen wurde. Während der ersten 22 Jahre war Präsident Harry Merlo Präsident von LP.
In den 1990er-Jahren erwarb LP die Unternehmen ABTco im Osten der Vereinigten Staaten und das Unternehmen Forex aus Kanada.